# Microblothrus tridens
Microblothrus tridens är en spindeldjursart som beskrevs av Volker Mahnert 1985. Microblothrus tridens ingår i släktet Microblothrus och familjen spinnklokrypare. Inga underarter finns listade i Catalogue of Life.